# Slavkov (kraj morawsko-śląski)
Slavkov (niem. Schlakau) – gmina w Czechach, w powiecie Opawa, w kraju morawsko-śląskim. Według danych z dnia 1 stycznia 2012 liczyła 1865 mieszkańców.
Miejscowość została po raz pierwszy wzmiankowana w 1224. Była jedną z tzw. morawskich enklaw na Śląsku (cypla w okolicy Litultovic).